# パレスチナのアラブ人の歴史
パレスチナのアラブ人の歴史は、ビザンチン時代の最初のガッサーン朝の聖地巡礼に始まる。 イスラム教徒の征服後、アラブ人はパレスチナに定住した。オスマン帝国時代の後半、この地域はパレスチナ中央部やオスマン帝国の他の州、現在のシリア、イラク、エジプト、レバノンからの移民の波によって潤された。
現在、パレスチナ地方に住むアラブ人はパレスチナ人とイスラエル国籍のパレスチナ人である。

## イスラム教徒による征服の前
ビザンツ帝国のパレスチナには、サマリアではサマリア人が多数派、ガリラヤではユダヤ人が多数を占め、他の地域ではギリシア語とアラム語を話すメルキテ人からなるキリスト教徒が多かった。 542 年に腺ペストが流行し、人口の 3 分の 1 が死亡しました。
この期間中、アラブのキリスト教徒であるガッサーン朝は聖地へ巡礼しました。

## アラブの支配
638 年、カリフ オマル (634-644) はシリアとパレスチナの領土を併合しました。 エルサレムは2年間にわたる包囲の末に陥落する。 それにもかかわらず、ユダヤ人とキリスト教徒はエルサレムに残り、最初のイスラム教徒であるアラビア半島からのアラブ人がエルサレムに定住し始めた。 691年頃、エルサレムに「岩のドーム」が建設されました。 エジプトのワリーであるサリフ・イブン・アリーがパレスチナ総督に任命される。 792年から793年にかけて、ベドウィン族のムダル族とヤマニ族の間で紛争が勃発した。 10 世紀、ファーティマ朝はトルコ、ベドウィン、ビザンチンの攻撃に抵抗し、972 年にパレスチナ全域に帝国を拡大した。

### 十字軍とイスラム王国の間
1099年7月15日、エルサレムは十字軍によって占領され、イスラム教徒とユダヤ教徒の住民の大部分が虐殺された。 フランク王国のエルサレムが建国され、2世紀弱続いた。
1101 年 6 月、ラーマの戦いで、ボールドウィン 1 世は首長アル・サウラ・アル・カヴァシ将軍のエジプト軍を粉砕しました。 1102年5月、第二次ラマの戦いのさなか、2万人のエジプト戦士が上陸し、ボールドウィン王とその騎士たちを不意を突かれ、虐殺された。 王はなんとか逃げ出すが、エルサレムは無防備であることに気づくが、不思議なことにエジプト人は何もしようとせず立ち去った。 1113年、モードゥード、モスルのアタベク、ダマスカス首長トゥグテキンのシリア軍が、ガリラヤのフランク人の町を攻撃した。 ボードワン1世はシン・アル・ナブラの戦いで彼らと対戦し敗北したが、アンティオキア公国とトリポリ郡からの援軍の到着によって救われ、最終的にシリア軍は撤退した。
1180 年代から、サラディンとして知られるサラ アルディンはエジプトのスルタンとしてイスラム教徒の中東に覇権を拡大し、アイユーブ朝を設立しました。 彼は宗教的には寛容でしたが、十字軍の政治的支配を終わらせたいと考えていました。 彼はで彼を破ったヒッティーンの戦い。 彼は 1187 年 10 月に勝利者としてエルサレムに入城し、エルサレムのモスクをイスラム教に戻し、聖墳墓をキリスト教礼拝のために残し、ユダヤ人による嘆きの壁の再建を許可しました。 この出来事はヨーロッパで知られるとすぐに、第3回十字軍の呼びかけにつながりました。 十字軍の敗北とサラディンの勝利により、ユダヤ人コミュニティはエルサレムに再定住したが、十字軍はエーカーと沿岸地域を保持した。
エルサレムはアイユーブ朝間の合意により、1229年に短期間十字軍に返還されたが、1244年に最終的にイスラム教徒に返還された。1250年にアイユーブ朝を打倒したマムルーク朝は1291年にエーカーを占領し、十字軍の支配に終止符を打った。

### マムルーク朝時代 (1250 - 1516)
13世紀から16世紀にかけてアイユーブ朝の後、1230年に建国されたエジプトのマムルーク朝は1250年にエジプトで権力を掌握し、パレスチナとシリアにまで勢力を拡大した。

## オスマン帝国時代 (1516 - 1917)

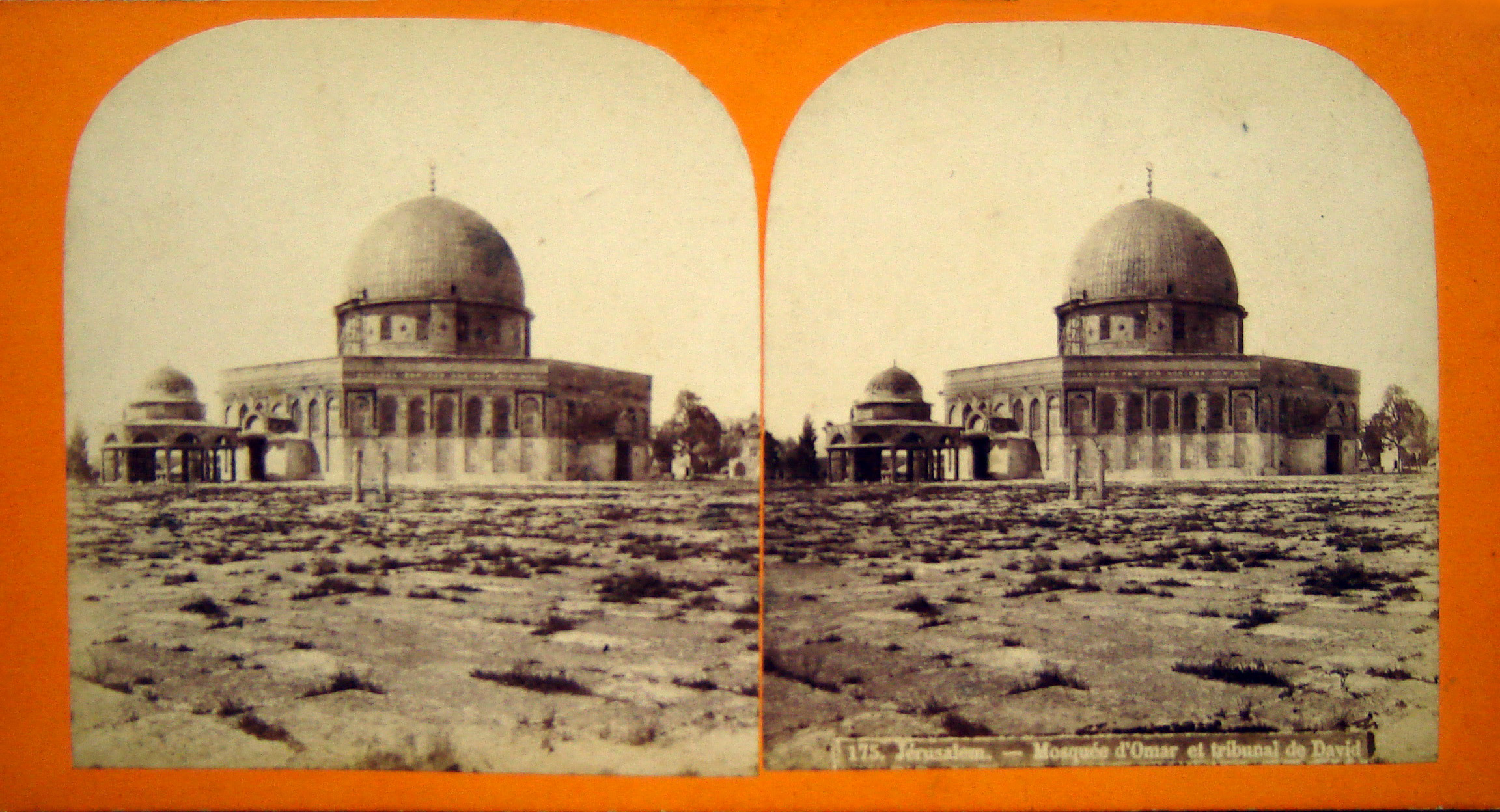
岩のドームの写真（19世紀後半）

ジョン・ルイス・ブルクハルトは、18世紀の移民は一方では政府の抑圧、もう一方ではベドウィンの抑圧によるものであり、それによってハウラン・フェラー族は遊牧民とは少し異なる状態にまで貶められたと説明している。これに加えて飢餓が繰り返し発生し、ハウランの住民は飢餓のために特別な食料を提供しました。 オスマン帝国のシリアは1915年から1918年にかけて最後の飢餓を経験した。イェホシュア・ポラスによれば、オスマン帝国下のアラブ人移民は、帝国の他の地方への移民と同時に現れたという。しかし、J. マッカーシーは、オスマン帝国の登録簿に基づいて、これらの移民は比較的少ないままであると仮定しています。エルサレムとヘブロンにおける移民の存在は、1905 年のオスマン帝国の国勢調査で注目されました。人口統計学者のロバート・バチは次のように述べています：「1800年から1914年にかけて、イスラム教徒の人口は非常に急速な平均増加を経験し、6から4ppm程度でした。これは、いわゆる後進国の推定値4ppmと比較できます。1800年から1914年の間。 1910年、イスラム教徒人口の増加の一部は移民によるものだった。」
実際、ホープ・シンプソンの報告書が証明しているように、この地域のアラブ人の「遊牧的」ライフスタイルは長い間一般的であった。ドゥルーズ派はトルコ当局や近隣アラブ諸国と対立し、追放が続き、一部はパレスチナに定住した。

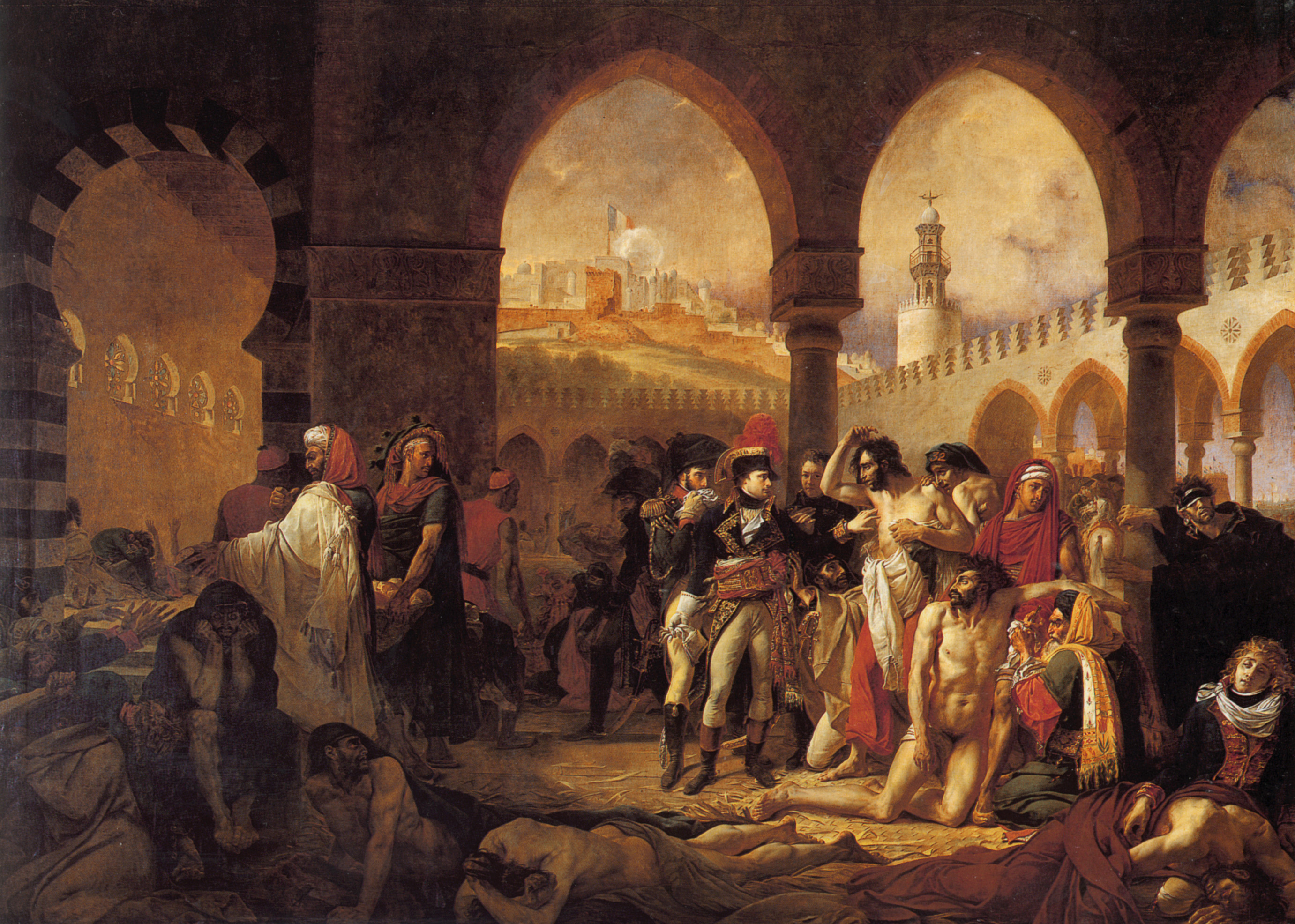
アントワーヌ＝ジャン・グロ、ボナパルト、ヤッファのペスト犠牲者を訪問

1799年、ナポレオン・ボナパルトはガザからサン・ジャン・ダクルまでの地域を荒廃させ、ヤッファを含む都市を破壊し、村を焼き払い、2万人以上の死者を出した, 。その後、彼の隊列に蔓延するペストと眼炎を受けて、彼は撤退命令を余儀なくされる。 その後、この地域はヨルダン渓谷、沿岸地域、ネゲブ砂漠を支配するベドウィンによる襲撃の対象となった。
1831 年、エジプトのメフメット アリがこの地域に侵攻し、ベドウィンの部族間および特定のフェラ氏族間の紛争に終止符が打たれました。 この地域の多くのフェラーは他の地域に逃亡しました。これに続いて、特に徴兵から逃れてきたエジプト農民の移住が起こった。
1834年、イブラヒム・パシャはパレスチナの農民反乱を鎮圧し、ベイサン、ナブルス、イルビド、エーカー、ヤッファにエジプト人を定住させた。
他の地域、特にツフェドでは、さまざまな人々が移住します。 ムーア人、クルド人、トルコ人、アルバニア人、ギリシャ人、アルメニア人、ドゥルーズ人、チェルケス人。1878年、オーストリア・ハンガリー帝国がボスニアに侵攻し、1908年にボスニアが併合されるまでボシュニャク人の移住が続き、オスマン帝国軍の隊列を強化するためにパレスチナに連れて行かれた者もいれば、パレスチナ北部、アンマン、パレスチナに定住した者もいた。シャロン・プレーン。ナブルスでは、人口のかなりの部分が先祖にサマリア人がおり、イスラム教に改宗し「アラブ化」したと考えられます。それにもかかわらず、シャルル・クレルモン＝ガノーは、「ユダヤ、特に山岳地帯を占める、座りがちな道徳、独自の習慣、さらには特殊性に満ちた言語をもった非都市人種は、通常認められているように、決してそうではない。オマルの将軍とともにアラビアからやって来た遊牧民の大群が属するものである。
オスマン帝国時代、人口は減少し、15万人から25万人の間で変動しましたが、人口が増加したのは19世紀末になってからであり、特にオスマン帝国当局とキリスト教宣教師による衛生環境の改善のおかげでした。こうして人口は1870年の35万人から1914年の66万人へとほぼ倍増した。さらに、この地域は他のオスマン帝国地域と同様の都市、農村、産業の発展を特徴とする経済的および社会的変化を経験しました。しかし、この地域では死亡率が高く、マッカーシー氏はこの地域でオスマン帝国軍が行った戦争のせいだと考えた。 レオン・ド・ラボルドは、19世紀にハウラン県とパレスチナで飢餓が発生したと報告している。この飢餓は、この地域を荒廃させたバッタの侵入によって引き起こされ、ペストを伝染させながら農作物を破壊した。 そのため住民のほとんどが脱走することになった。1865 年、コレラの流行がティベリア市に大惨事をもたらし、1866 年まで続きました。マラリアは主にガリラヤ地域と水がよどんだ地域に感染し、ガリラヤの乳児死亡率は80％以上に達しましたが、1940年初頭に死亡率が35～40％に減少したのはイギリスとシオニストの保健対策によってのみでした。その後 1946 年に根絶されました。19世紀後半のシオニスト開拓者たちも、赤痢、インフルエンザ、季節性疾患の症例を報告した。1913年の英国王立委員会の報告書は、ユダヤ人の土地を再建するために来た最初のシオニスト開拓者が1880年に到着するまで、この地域は人口過疎で経済的に停滞していたと指摘した。英国人のパレスチナ開発部長ルイス・フレンチは1931年に次のように述べた。 広い地域は耕作されていなかった。 […]治安はほとんどなく、ファラたちは遊牧民の隣人であるベドウィンから常に略奪の対象となっていた。」

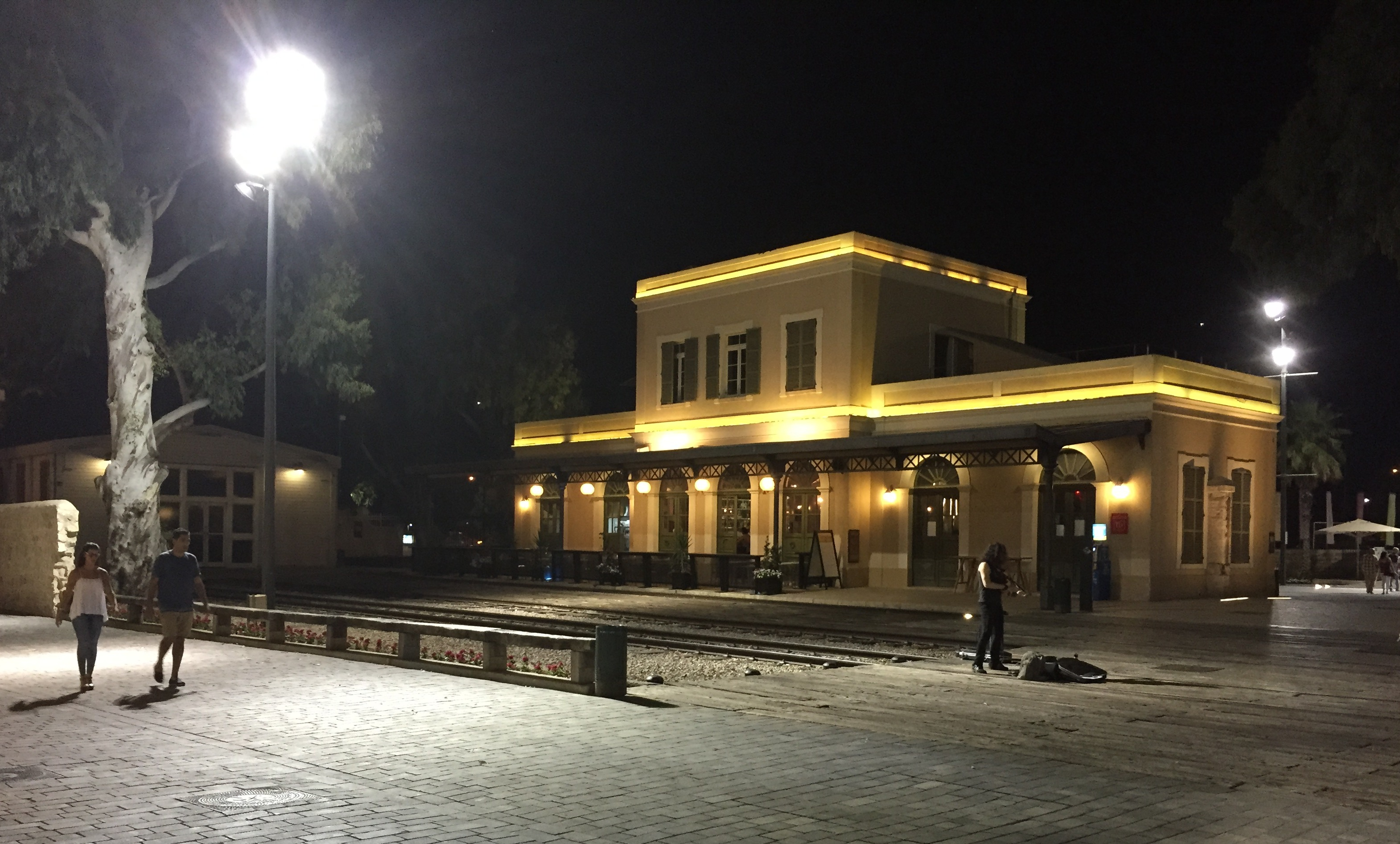
ヤッファにあるトルコ駅 - 現在は廃止されレストランに改装されている

オスマン帝国のもとで、ヤッファとエルサレムを結ぶ中東初の鉄道路線がジョゼフ・ナヴォンによって建設され、その後ガザとナブルスに接続されました。 それがパレスチナの経済成長に貢献した。
オスマン帝国は、1915 年から 1919 年の間に約 35,000 人のアラブ人人口の流出を引き起こしました。英国との戦闘中に、オスマン帝国は 80,000 人のアラブ人全員をガザから追放しました。1880年以降のパレスチナ人口の増加は、自然人口増加と、ユダヤ人移民によってもたらされた「機会」に惹かれて中東からアラブ人が単純に定住したことによるものと考えられている（特に両者の間に国境が存在しなかったため）ヨルダン川の岸辺）。 実際、1世紀の間に100万人近い人口が増加したのは、パレスチナ中央部やオスマン帝国の他の州、今日のシリア、イラク、エジプト、レバノンからの移民の波によって促進された。そのため、19 世紀末には近隣地域から多くの新たな移住者がこの地域に定住しました。19 世紀以降、多くのベドウィン部族が砂漠地帯からパレスチナやトランスヨルダンの地帯に徐々に移住しました。
1913年、英国王立委員会は、この地域は人口過疎であり、ユダヤ人の土地を再建するために来た最初のシオニスト開拓者が1880年に到着するまで経済的に停滞したままであると宣言した。

## 英国の委任統治
英国政府はインフラ整備と鉄道・道路網の整備を許可した。 したがって、1922 年から 1931 年の間に、舗装道路の走行距離は 450 km から 922 km に増加しました。 イギリスはハイファ港を開発し、その後ベイルートの港と競争しました。
1920年、国際連盟は、当時のパレスチナ人口はわずか70万人で、そのうち23万5,000人が大都市に住み、46万5,000人が小さな町や村に住んでいたと報告した。
イツァーク・ガルノールの推計によると、1922年から1948年の間に約10万人のアラブ人が委任統治領パレスチナに移住した。マーティン・ギルバートによる 1919 年から 1939 年の数字は 50,000 です。その後数年間、ハウラン州は第一次世界大戦中に発生した飢餓に続いて飢餓に見舞われました。この惨劇はパレスチナの急速に発展している地域への移民を引き起こしただろう。 イギリスはユダヤ人移民の割当枠を設けた一方で、シリアとエジプトからのアラブ人移民を容認した（委任統治領の国境は管理していない）。1933 年、英国の命令により、アラブ人とベドウィンが未耕作の土地を自由に取得することが許可されました。 海岸平野には多くのエジプト人労働者が住んでおり、その中には鉄道建設に英国に雇用されていた人もいた。1918年の英国の著作には、特にガザにおける豊富なエジプト人の存在についてすでに言及されていた。 シナイ州知事は、この移民によってアラブ人の悲惨な状況を軽減できると説明している。
人口学者のロバート・バチは、1922年と1931年の英国の国勢調査に基づいて、1931年のアラブ人口の11.6%に相当する移民の最小数を7万人と推定した。英国王立国際問題研究所は、シリアとトランスヨルダンからの移民の数は不明だが、おそらくかなりの数であると報告している。1937年のパレスチナ・ブルーブックはこの現象を報告しており、それでもそれをリストに載せたり、信頼できる推定の対象にすることはできないと付け加えた。1922 年から 1944 年にかけて、テルアビブとハイファの間に定住したアラブ人人口は 3 倍に、特にヤブネへの大量の移民によりヤッファからエジプト国境までのアラブ人人口は 2 倍に増加しました。1922年からのアラブ人口増加率は0.8%で、1947年にはアラブ人口は78万5000人と推定されていたが、1947年には120万から130万人になった。彼らはハイファ地域に集中しており、間に合わせの小屋に住んでいる賃金労働者でした。 1930年代、経済的困難により、彼らの多くは極度の貧困に陥ることもありました。
世紀の変わり目に、一部のアラブ人はシオニストが繁栄をもたらすことができると見ていた。 エジプトの新聞アル・アハラムの編集者ダウッド・バラカットは1914年に次のように書いた。「シオニストはこの国にとって必要だ。彼らがもたらす資金、彼らの知識、彼らの知性、そして彼らを特徴づける工業化は間違いなく国家の再生に貢献するだろう」 国。" サウジアラビアの聖地の管理者であるフセイン・アル・キブラは1918年に次のように書いている：「この国の資源と未開の土壌はユダヤ人移民によって開発されるだろう。[…]我々は外国からのユダヤ人がロシアやドイツからパレスチナにやって来るのを見た。 オーストリアから、スペインから、アメリカから。」 1931年、シオニストの開拓者たちは領土の3分の1を耕作可能にしました。

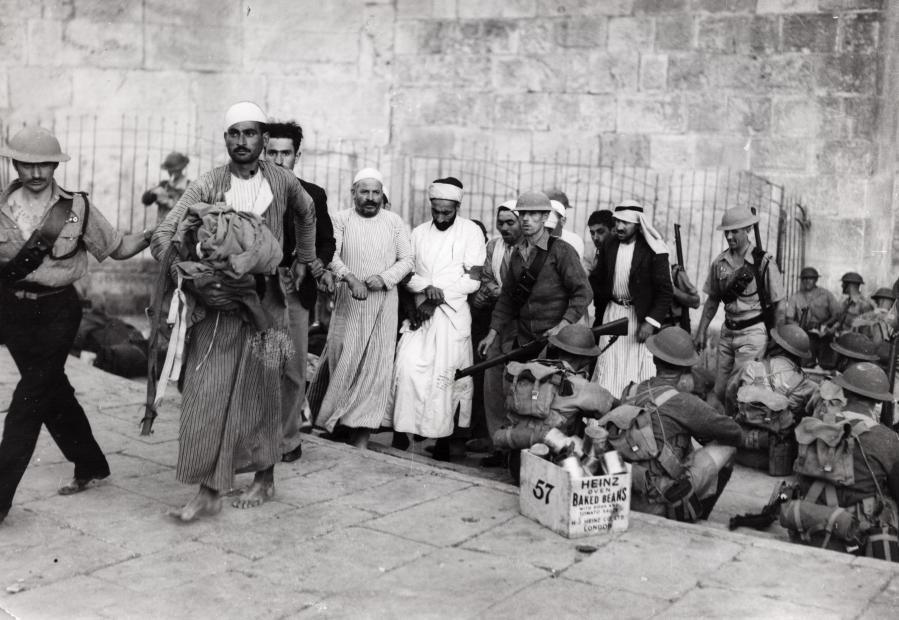
1936年から1939年の反乱中、エルサレムでイギリス軍兵士に逮捕されたアラブ反政府勢力

1936 年から 1939 年にかけて、アラブ人は英国当局に対する反乱とユダヤ人に対する暴力を開始しました。

## 1948年以降
1948年、パレスチナの人口は190万人に増加し、68％がアラブ人、32％がユダヤ人となった（ベドウィンを含むUNSCOP報告書）。
1948 年 5 月 14 日、イスラエル国は独立を獲得しました。 翌日、国境諸国はアラブ連盟とアラブ民兵組織の支援を受けて、ユダヤ国家に対して共同攻撃を開始した。この戦争によりパレスチナからアラブ人が流出し、彼らは難民キャンプに送られ、受け入れ国での迫害の犠牲となった。こうした状況のもとで、明確なパレスチナ人のアイデンティティの出現が促進された。これは、パレスチナ国家のためのイスラエルの廃止とパレスチナ人のパレスチナへの帰還権の実現という3つの基本的要求に基づくパレスチナ民族運動の創設につながった。